# Maria Pia Casilio
Maria Pia Casilio (* 5. Mai 1935 in Castelnuovo; † 10. April 2012 in Rom) war eine italienische Schauspielerin.

## Leben
Casilio war eine der vielen Entdeckungen Vittorio De Sicas, der die hübsche, kleine, flotte und leicht näselnde Darstellerin für die Angestellte der Pension verpflichtete, in der in Umberto D. der vereinsamte und gequälte Professor lebt. Weitere große Publikumserfolge stehen in der Filmliste der Schauspielerin, die bis 1960 regelmäßig arbeitete, darunter zwei Filme von Mario Camerini und ihre wohl bekannteste Rolle als Verlobte Alberto Sordis in Ein Amerikaner in Rom.
1955 wagte Casilio einen einmaligen Ausflug auf die Bühne, als sie neben Lauretta Masiero, Ernesto Calindri, Robert Alda und Andreina Pagnani in Garinei und Giovanninis Revue La padrona di Raggio di luna auftrat. Ihre weiteren Auftritte im Kino boten ihr kaum Rollenvariation abseits der süßen, sympathischen und hilfreichen Dienstmagd. Nach 1960 war sie nur sehr selten zu sehen und kümmerte sich um ihre Familie; einer ihrer Auftritte behandelte eine Reminiszenz an Zeiten auch ihres Erfolges, Carlo Vanzinas Fernsehfilm Anni '50 aus dem Jahr 1998. Auch für die Serie L'ispettore Giusti von Sergio Martino wurde sie 1999 verpflichtet.
Casilio war mit dem Synchronregisseur und Schauspieler Giuseppe Rinaldi verheiratet, mit dem sie auch die Tochter Francesca hatte; wenige Male widmete sie sich auch selbst der Synchronisation.

## Filmografie (Auswahl)
- 1952: Umberto D.
- 1953: Brot, Liebe und Fantasie (Pane, amore e fantasia)
- 1953: Thérèse Raquin – Du sollst nicht ehebrechen (Thérèse Raquin)
- 1954: Ein Amerikaner in Rom (Un americano a Roma)
- 1954: Karussell Neapel (Carosello napoletano)
- 1954: Liebe, Brot und Eifersucht (Pane, amore e gelosia)
- 1954: Die Verrufenen (Donne proibite)
- 1955: Man darf nicht lieben…? (Tournant dangereux)
- 1955: Vier Herzen in Rom (Racconti romani)
- 1957: Du bist mein Schicksal (Amarti è il mio destino)
- 1958: Kanonenserenade (Pezzo, capopezzo e capitano)
- 1961: Das Jüngste Gericht findet nicht statt (Il giudizio universale)
- 1967: Tolles Herz, halt dich fest (Cuore matto… matto da legare)
- 1999: L'ispettore Giusti (Fernsehserie)